# Верхнечебеньковский сельсовет
Верхнечебеньковский сельсовет — сельское поселение в Сакмарском районе Оренбургской области Российской Федерации.
Административный центр — село Верхние Чебеньки.

## История
Статус и границы сельского поселения установлены Законом Оренбургской области от 2 сентября 2004 года № 1424/211-III-ОЗ «О наделении муниципальных образований Оренбургской области статусом муниципального района, городского округа, городского поселения, установлении и изменении границ муниципальных образований».

## Население
| 2010  | 2012  | 2013  | 2014  | 2015  | 2016  | 2017  |
| ----- | ----- | ----- | ----- | ----- | ----- | ----- |
| 1541  | ↗1547 | ↗1548 | ↗1560 | ↘1502 | ↘1484 | ↘1476 |
| 2018  | 2019  | 2020  | 2021  |       |       |       |
| ↘1442 | ↘1401 | ↘1369 | ↗1374 |       |       |       |

## Состав сельского поселения
| № | Населённый пункт | Тип населённого пункта       | Население |
| - | ---------------- | ---------------------------- | --------- |
| 1 | Верхние Чебеньки | село, административный центр | 870       |
| 2 | Дмитриевка       | село                         | 396       |
| 3 | Нижние Чебеньки  | село                         | 133       |
| 4 | Раздольское      | село                         | 19        |
| 5 | Степные Огни     | село                         | 123       |